# Бражник парнолистниковый
Бражник парнолистниковый (лат. Hyles zygophylli) — бабочка из семейства бражников (Sphingidae).

## Описание

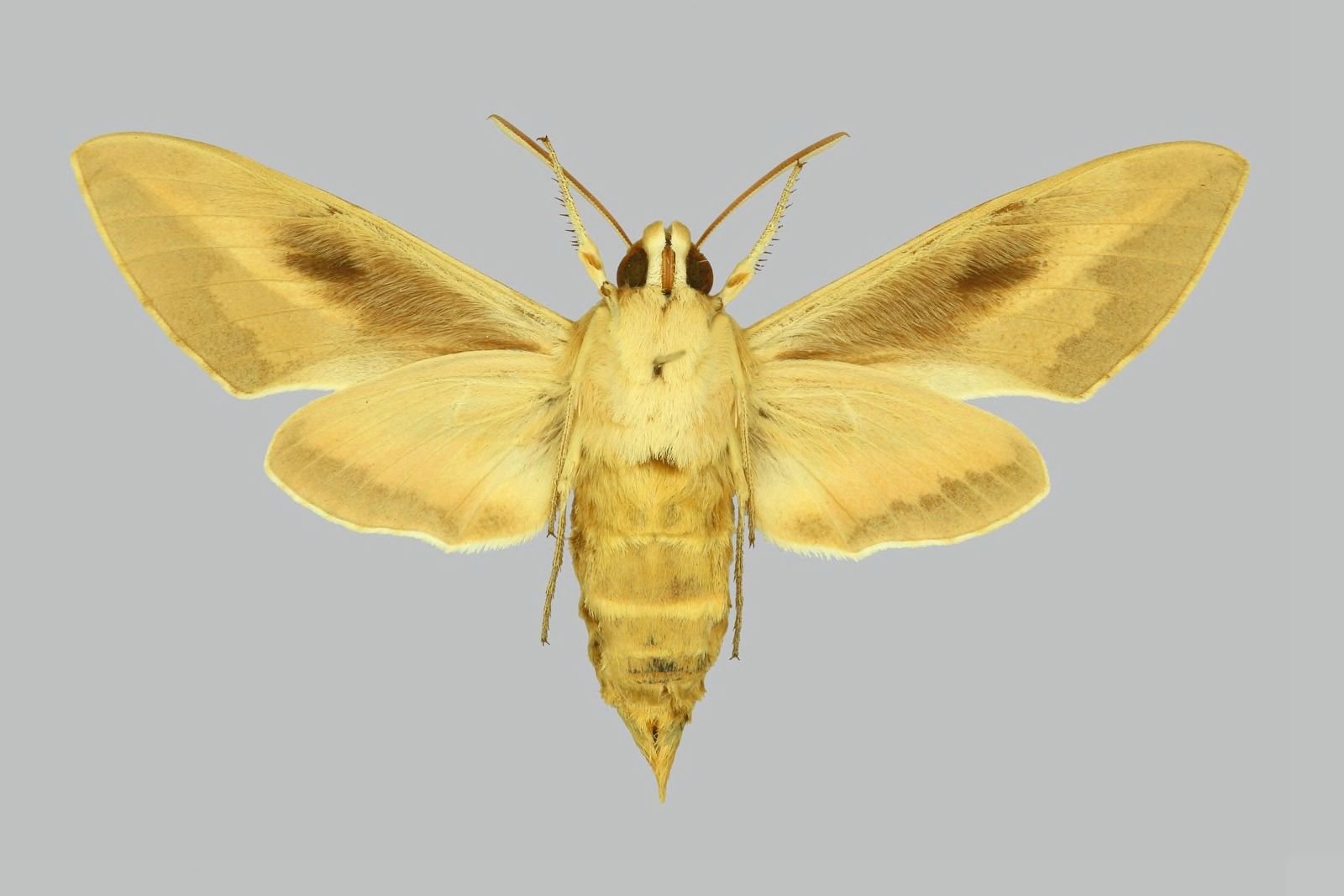
Нижняя сторона крыльев

Размах крыльев 60 — 75 мм. Цвет передних крыльев и всего тела бабочки оливково-зелёный или желтоватый. Внешне вид сходен с облепиховым бражником. Отличается от него более узкими передними крыльями, двумя продольными расходящимися белыми полосами на переднегруди (как у линейчатого бражника). Задние крылья красные, красно-розовые, или розовые, с чёрным основанием и чёрной перевязкой перед внешним краем. Хоботок хорошо развит.

## Биология
Бабочки встречается в ксерофитных сообществах равнин и низкогорий, только там, где есть кормовые растения гусениц. Активны ночью, хорошо летят на источники искусственного света. Гусеницы питаются на разных видах парнолистника (Zygophyllum) — Zygophyllum fabago, Zygophyllum oxianum. Также возможно развитие на растениях родов Eremurus и Tribulus. За год развивается обычно в одном-двух поколениях. Бабочки летают в апреле-мае, июле-августе. Самки откладывают крупные ярко-зелёного цвета яйца на нижнюю сторону листьев кормовых растений. Гусеница к концу своего развития длиной до 70-80 мм, её окраска жёлтая с чёрным сетчатым узором и продольной жёлтой полоской по бокам тела. Голова, продольная линия на спине и рог на конце тела чёрного цвета, иногда жёлтые или зелёные. От яйца до куколки проходит приблизительно 30 дней. Окукливание происходит в верхнем слое почвы, где куколки и зимуют.

## Ареал
Встречается на юге Восточной Европы, в юго-восточных районах европейской части России, западной и восточной Турции, Армении, восточном Закавказье, Дагестане, северной Сирии, северном Иране, Туркменистане, Казахстане, Узбекистане, Кыргызстане, Таджикистане и северном Афганистане. Также найден на западе, севере и в центральной части китайской провинции Синьцзян к востоку от провинции Шэньси и к северу до Монголии. Залётный экземпляр известен из Хорватии.
На территории России в Ростовской области вид редок, чаще встречается в восточных районах. Известен из Ефремово-Степановского рефугиума. В Калмыкии более обычен. На территории Дагестана он отмечался в Самурском заказнике и окрестностях с. Кака-Шура.